# كفر دمتنو
كفر دمتنو إحدى قرى مركز المحلة الكبرى التابع لمحافظة الغربية بجمهورية مصر العربية. أصله من توابع دمتنو ثم فصل عنها سنة 1275 هـ.

## التعليم
تصل نسبة الأمية في القرية إلى 51.75% بين من تجاوزوا العاشرة من عمرهم، بينما تصل نسبة من حصلوا على تعليم جامعي إلى 1.63% من جملة السكان.

## السكان
بلغ عدد سكان كفر دمتنو 5551 نسمة حسب تقدير عام 2018.
| السنة  | 1882 | 1897 | 1907 | 1927 | 1960 | 1976 | 1986 | 1996 | 2006  | 2018 |
| ------ | ---- | ---- | ---- | ---- | ---- | ---- | ---- | ---- | ----- | ---- |
| القرية | 413  | 471  | 517  | 701  | 2025 | 2351 | 2365 | 3738 | 4,373 | 5551 |